# 両国橋 (神奈川県・山梨県)
両国橋（りょうごくばし）は、相模川水系の道志川に架かる国道413号の橋である。
相模国・甲斐国の国境だったため、両国橋の名がついた。現在は神奈川県と山梨県の県境で、神奈川県側は相模原市緑区青根（音久和）、山梨県側は南都留郡道志村月夜野である。

## 歴史
この場所では両岸の集落の共同で橋が作られてきたものの、頻繁に流出し、牛馬は浅瀬を渡って行き来していた。1915年（大正4年）4月、両岸が共同で釣橋を建設することになり、工費2235円16銭を投じて工事が行われた。橋は1916年（大正5年）12月に完成、1917年（大正6年）1月15日に開通式が行われた。橋は木製の補剛トラス構造を持ち、橋長は42メートル、幅員は3メートルであった。両国橋キャンプ場の敷地内には、1916年の竣工を記念する記念碑が残っている。
1950年（昭和25年）には鉄橋として架け替えられることになり、7月12日に起工式が行われた。橋は翌1951年（昭和26年）に完成、8月30日に竣工式が行われ、橋を通る道路は県道に編入された。この橋は、道志村としては初めての永久橋であった。橋は当時流行したスパンドレルブレースドリブアーチ橋で、橋長は64.9メートル、幅員は4.5メートルである。橋の開通により、相模原方面からのバスとの連絡が実現した。
しかしこの橋も老朽化し、歩道もない点が問題となり、1980年（昭和55年）度から4年の工期で、それまでの橋の約20m下流側に橋を新設することになった。新しい橋は鋼製、上路式の2ヒンジソリッドリブアーチ橋の1等橋（TL-20）で、橋長は70.5メートル、総幅員は9.5メートル、有効幅員は8.5メートル（車道6.25メートル、歩道2.25メートル）、支間長は66.5メートルで支間割は1.6メートル、66.5メートル、1.6メートルである。アーチリブの高さは10.3メートルである。橋の山梨県側はやや右（川下側）にカーブした床版を有している。路面は1.5％の横断勾配が付けられている。歩道は川下側のみに設けられている。施工は住友重機械工業が担当し、架設工法としてケーブルエレクション斜吊り工法が用いられた。新しい橋は1984年（昭和59年）4月1日から供用が開始された。工事期間中の1982年4月には橋を含む区間が国道413号として指定施行され、橋はその一部となった。

## 周辺
橋のある場所は1991年（平成3年）度より神奈川県が水質測定を行う地点に加えられており、水質汚染が少ない地点としてしばしば上位に挙げられている。附近は釣りの名所として知られる。
また橋は県境上にあるほか、さまざまな境界が橋を基準として設定されている。道志川は橋より下流の神奈川県側を中道志川、上流の山梨県側を奥道志川と呼び分けられている。釣り場の目印ともなっており、橋の上流側では地元漁協による渓魚の放流が行われている。
橋の左岸（山梨県）側すぐの位置に月夜野バス停留所があり、ここを境に運行事業者が変わるため神奈川県方面（神奈川中央交通 三56 三ヶ木行）と山梨県方面（富士急バス 道志・都留市方面行）はここで乗り継ぎとなる。しかしながら双方の系統共に減便されており、乗り継ぎはほぼ不可能になっている。また付近には両国橋キャンプ場が存在するとともに、「両国屋」という名称の食堂がある。

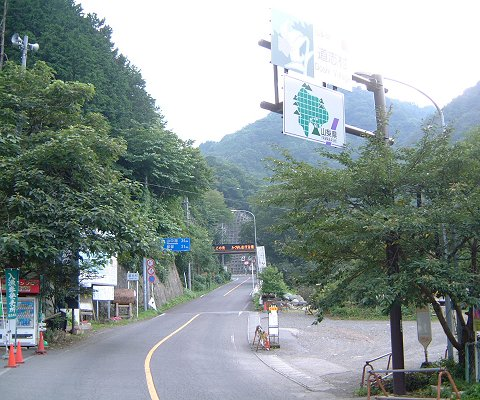
両国橋手前にある月夜野バス停
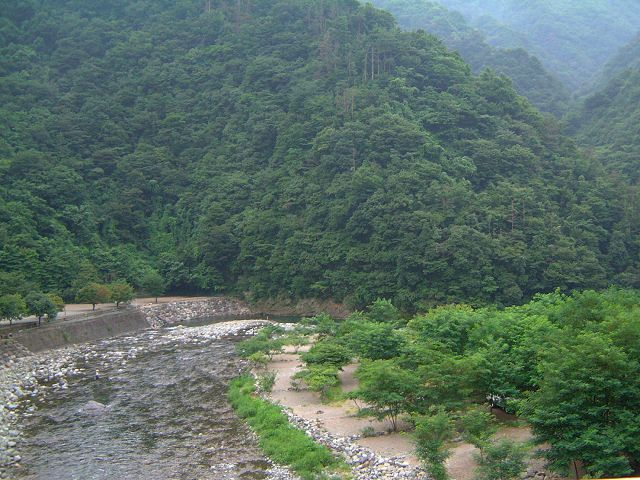
両国橋から望む道志川